# Tege Antal
Tege Antal (Nagykőrös, 1974. március 15. –) magyar színész, rendező.

## Életpályája
Nagykőrösön született, 1974. március 15-én. Szülővárosában az Arany János Gimnáziumban érettségizett. Békéscsabán a Színitanházban az első évfolyamban végzett 1996-ban. Azóta a Békéscsabai Jókai Színház művésze. Tanári diplomáját a Károli Gáspár Egyetemen szerezte. Rendszeresen dolgozik az Aradi Kamaraszínházban is. A színjátszás mellett rendezéssel is foglalkozik és tanít is.

## Fontosabb színházi szerepei
- Anton Pavlovics Csehov: Platonov... Platonov, Mihail Vaszilijevics, falusi tanító
- Peter Buckman: A zenekar – "...Most mind együtt"... Keith (iskolásfiú)
- Jevgenyij Lvovics Svarc: A király meztelen... Christian
- Verebes István: Senki sem tökéletes avagy nincs, aki hűvösen szereti... Foghegy Csárli
- Joseph Kesselring: Arzén és levendula... Brophy (rendőr)
- Peter Karvas: Yo város honpolgárai, avagy királyságot egy gyilkosért... Cecil Grey (elítélt)
- Pete László: Fruzsina hercegnő... Tóbiás
- Neil Simon: Pletyka... Ken Gorman
- Dobozy Imre: A tizedes meg a többiek... Fekete
- Sütő András: Egy lócsiszár virágvasárnapja... Nagelschmidt
- Móricz Zsigmond: Úri muri... Hulla János munkás
- Móricz Zsigmond: Nem élhetek muzsikaszó nélkül... Viktor, pesti jogász
- Szigligeti Ede: Liliomfi... Gyuri pincér
- Lillian Hellmann: Könyörtelenek... Keri Hubbard
- Henrik Ibsen: Solness építőmester... Ragnar Brovik
- Henrik Ibsen: A vadkacsa... Gregers Werle
- Erich Kästner: Május harmincötödike... A ló
- John Arden: Gyöngyélet (Olyan majdnem, mintha olyan lenne)... Kari
- Várkonyi András – Balogh Bodor Attila: Szupermancs... Torma, Határőr, Mészfej
- Marc Camoletti: A mi Annánk... Robert
- Marc Camoletti: Boldog születésnapot... Bernard
- Marc Camoletti: Leszállás Párizsban... Bernard
- Richard Harris: Csupa balláb... Geoffrey
- Bartus Gyula: Életek árán... Benedek
- William Shakespeare: Rómeó és Júlia... Tybalt (Capuletné unokaöccse)
- William Shakespeare: Lear király... Cornwall hercege (Regan férje)
- Carlo Goldoni: Chioggiai csetepaté... Beppe
- Csukás István: Ágacska... Dani kacsa; Gomba
- Heltai Jenő: Naftalin... Laboda Péter
- Edward Albee: Nem félünk a farkastól... Nick
- Paul Foster: I. Erzsébet... Sir Francis Bacon (egy hugenotta, XIII. Gergely pápa, Whitgift canterbury érsek, egy angol hajó)
- Farkas Ferenc: Csínom Palkó... Tyukodi Pajtás (strázsamester)
- Robert Thomas – Jack Popplewell: A hölgy fecseg és nyomoz... Robert De Charance
- Arisztophanész – Hamvai Kornél – Nádasdy Ádám: Lüzisztraté... Antagonész (spártai követ)
- Zalán Tibor: Midőn halni készült... Mátyás király
- Zalán Tibor: Patt Lenn... Genyó (falusi szatócs)
- Nyikolaj Vasziljevics Gogol: Háztűznéző... Kocskarjov
- Móra Ferenc – Zalán Tibor: A rab ember fiai... Cselebi bég
- Ion Luca Caragiale: Az elveszett levél... Iordache Branzovenescu
- Plautus: A hetvenkedő... Puruttya
- Tahir Mujičić – Boris Senker – Nino Škrabe: Trenk, avagy a vad báró... Glavosek (Arsenie, a bakó - požegai hóhér)
- Koleszár Bazil Péter: Négy évszak... Kancellár
- Friedrich Schiller: Stuart Mária... Robert Dudley
- Friedrich Schiller: Ármány és szerelem... Von Kalb, udvarnagy
- Friedrich Dürrenmatt: Az öreg hölgy látogatása... Tanár
- Samuel Beckett: Godot-ra várva... Vladimir
- Georges Feydeau: Bolha a fülbe... Romain Tournel
- Richard Harris: Csupa balláb... Geoffrey
- Jókai Mór: A kőszívű ember fiai... Baradlay Ödön
- Szente Béla – Gulyás Levente: A kolozsvári bíró... Mátyás király
- Tennessee Williams: Üvegfigurák... Jim O'Connor (a látogató)
- Apáti Miklós: K und K (Karády katonái)... Ujszászy István; Egyed Zoltán; Apa
- Bertolt Brecht – Kurt Weill: Koldusopera... Jonathan Jeremiah Peachum (a "Koldusok barátja" cég tulajdonosa)
- Rejtő Jenő – Hamvai Kornél – Darvas Benedek – Varró Dániel: Vesztegzár a Grand Hotelben... Elder felügyelő
- Ivan Kušan – Tasnádi István: Balkáni kobra... Jovo Sztaniszavljevics Kobra
- Szép Ernő: Lila ákác... Angelusz papa
- Katona József: Bánk bán... Biberach (egy lézengő ritter)
- Slawek Kerstin: A széttáncolt cipellők... Király, Boszorkány
- Raymond Cousse: Sonkamenüett... (monodráma)
- Csokonai Vitéz Mihály: Az özvegy Karnyóné és a két szeleburdiak... Tipptopp, párizsi gavallér
- Maurice Hennequin – Pierre Veber: Törvénytelen randevú... Bienassis, helyettes irodavezető
- Pozsgai Zsolt: A Szellemúrnő (Ábránfy Katalin)... Sylvester János, bibliafordító
- Anthony Shaffer: Detektívjátszma... Milo Tindle; Doppler nyomozó
- Szente Béla: Szárnyad árnyékában... Bálint Jakab/Jakub Volent
- Arthur Miller: Pillantás a hídról... Alfieri
- Tom Stoppard: Rosencrantz és Guildenstern halott... Rosencrantz
- Gyárfás Miklós – Szabó Tamás: Tanulmány a nőkről... Író
- Murray Schisgal: Szerelem, ó!... Harry
- Várkonyi Mátyás – Béres Attila: Egri csillagok... Lantos; Sárközi cigány
- Wass Albert: Tizenhárom almafa... Mózsi
- Pierre Chesnot: Hotel Mimóza... Vincent Blanchard, Nadine szeretője
- Ken Kesey – Dale Wasserman: Kakukkfészek... Dale Harding
- Bernard Slade – Brestyánszki B.R.: Váratlan találkozások... Michael
- Koltay Gergely – Kormorán együttes: Trianon... Újságíró; Apponyi Albert

## Filmek, tv
- Kisváros Schengeni próba című rész (1999)
- William Shakespeare: Lear király (színházi előadás tv-felvétele)
- Magyar Teátrum-díj évzáró gálaestje a Békés Megyei Jókai Színházból (2010)
- Friedrich Schiller: Stuart Mária (színházi előadás tv-felvétele) (2011)
- A kör négyszögesítése (2013)

## Rendezései
- Vörös István: Hétfői farkasok
- Pataki Éva: Edit és Marlene (játéktér és jelmezterv) (2009)
- Bengt Ahlfors: Színházkomédia (2011)
- William Shakespeare: Lóvátett lovagok (2011)
- Arni Ibsen: Mennyország (2013)
- Arany János – Zalán Tibor: Toldi (2013)
- Zelei Miklós – Pethő Sándor: Karkhitemia (2015)
- Neil Simon: Mezítláb a parkban (2015)
- Forradalom és színház (2016)
- Molnár Ferenc: Az üvegcipő (2017)
- A. A. Milne: Micimackó (2018)
- Dario Niccodemi: Hajnalban, délben, este (2018)
- David Ives: Vénusz nercben (2019)
- David Yazbek: Alul semmi (2019)
- Heltai Jenő: A tündérlaki lányok (2019)
- Leonard Gershe: A pillangók szabadok (2020)
- Tamási Áron: Énekes madár (2021)
- Örkény István: Tóték (2022)[2]

## Díjak, elismerések
- Gálfy Gyűrű-díj (2014)(2020)
- Nívódíj (Gyulai Várszínház, 2018)[3]
- Őze Lajos-díj (2018)